# قلعه راکوره

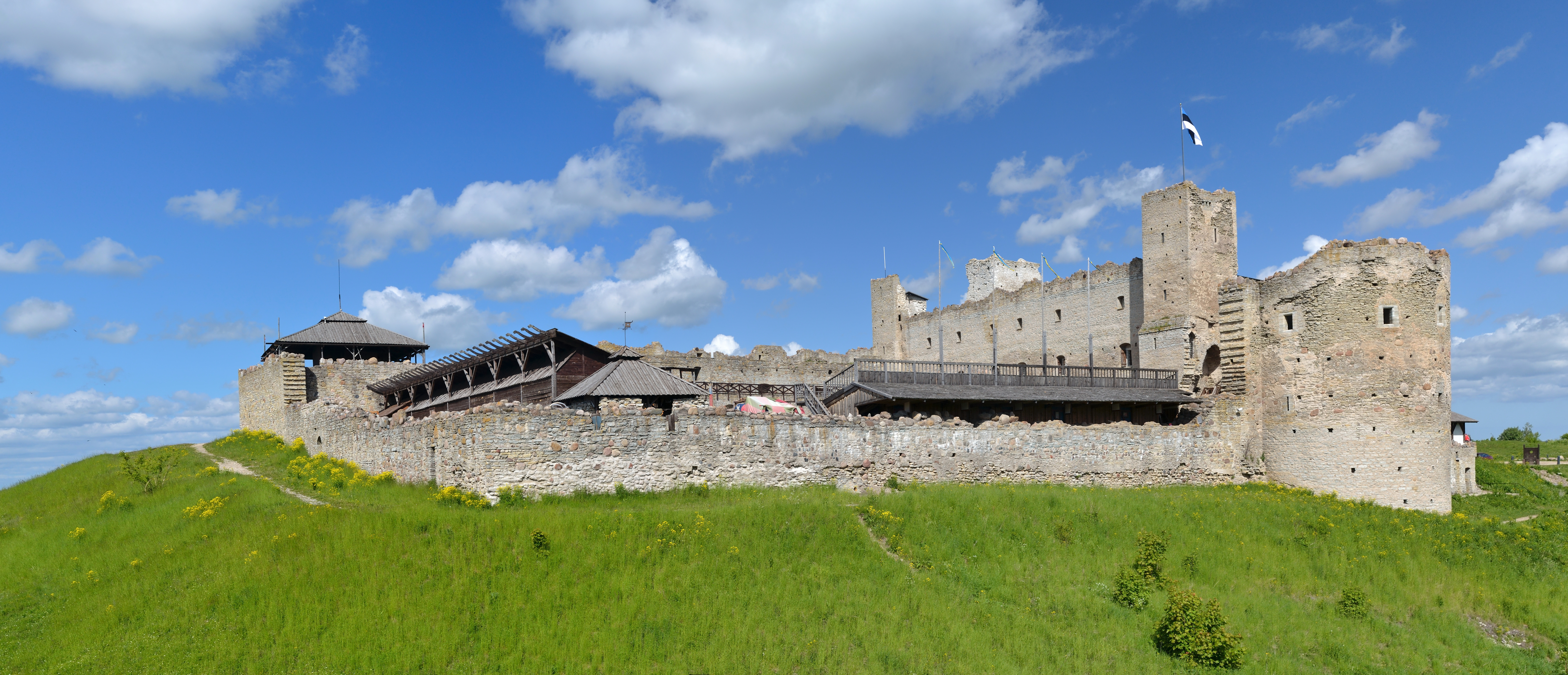
قلعه راکوره

قلعه راکوره (به استونیایی: Rakvere ordulinnus) قلعه‌ای تاریخی در شهر راکوره، استونی است. قدیمی‌ترین آثار باستان‌شناسی در این قلعه متعلق به قرن پنجم تا ششم میلادی باز میگردد. اعتقاد بر این است که قلعه راکوره در ابتدا با ساختمان دفاعی ضعیف و با حصارهایی از درختان کاج پوشانده شده است زیرا مصالح ساختمانی مناسبی در اطراف آن وجود نداشته است. قلعه پس از تسخیر استونی توسط دانمارکی‌ها و ایجاد دوک‌نشین استونی در قرن سیزدهم و چهاردهم تحت بازسازی قرار گرفت و به‌عنوان یکی از مراکز قدرت استفاده شد.
از سال ۱۳۴۷ میلادی قلعه در اختیار شوالیه‌های لیوونی قرار گرفت و آنها تغییرات زیادی در قلعه ایجاد کردند تا استحکامات آن را بهبود ببخشند، با آغاز جنگ لیوونی در سال ۱۵۵۸ قلعه راکوره به دست روس‌ها افتاد. پس از آن قلعه در سال‌های متمادی محل جنگ‌های مختلف همچون جنگ روسیه و سوئد و همچنین لهستان و سوئد بوده‌است. سرانجام در جریان جنگ لهستان و سوئد (۱۶۱۱–۱۶۰۰) قلعه راکوره در ابتدا توسط نیرهای لهستان در هنگام فرار و سپس توسط نیروهای سوئدی پس از فتح آن مورد آسیب و انفجار قرار گرفت و دیگر به‌عنوان یک مرکز نظامی مهم استفاده نشد.

## نگارخانه

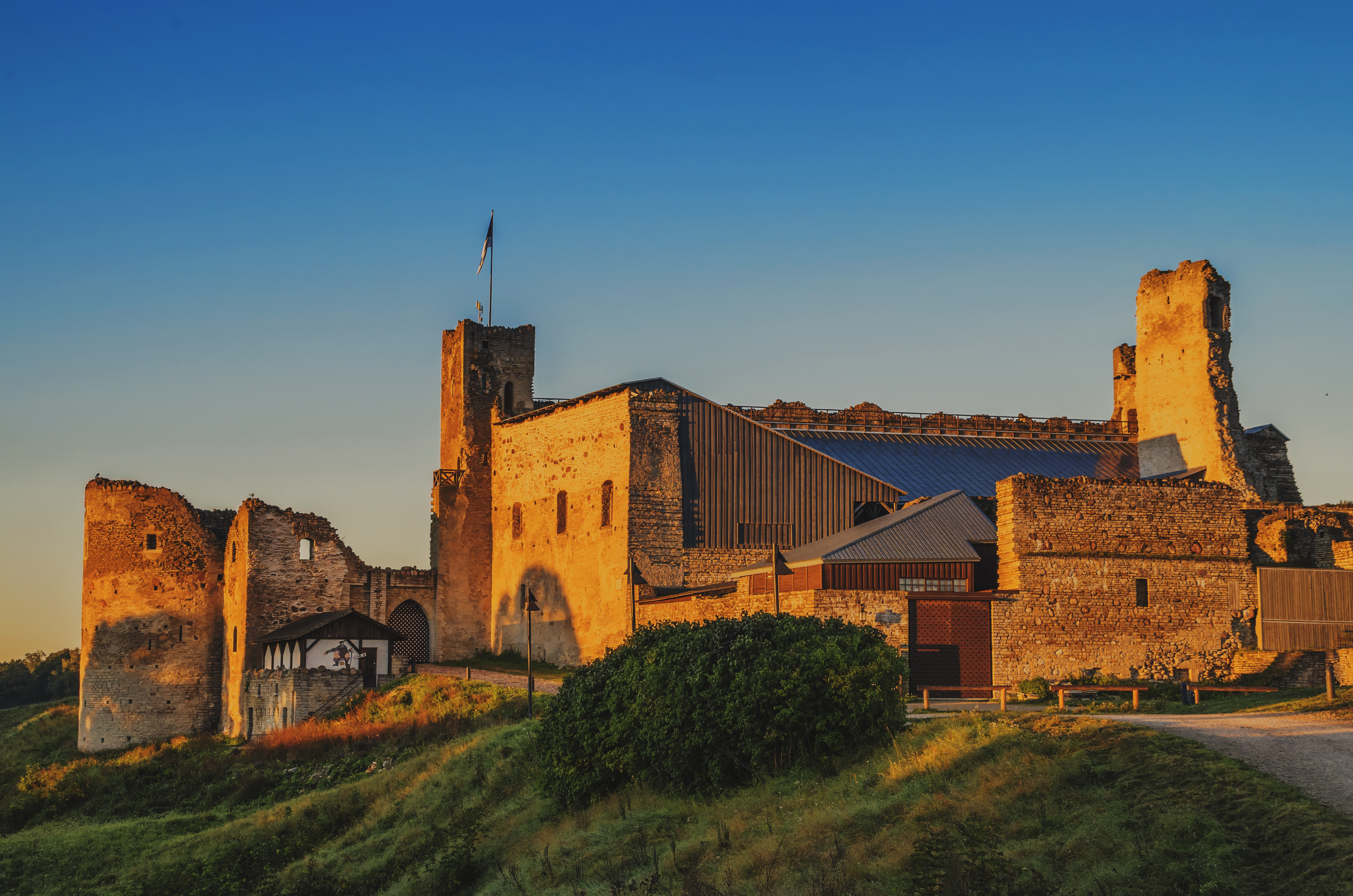
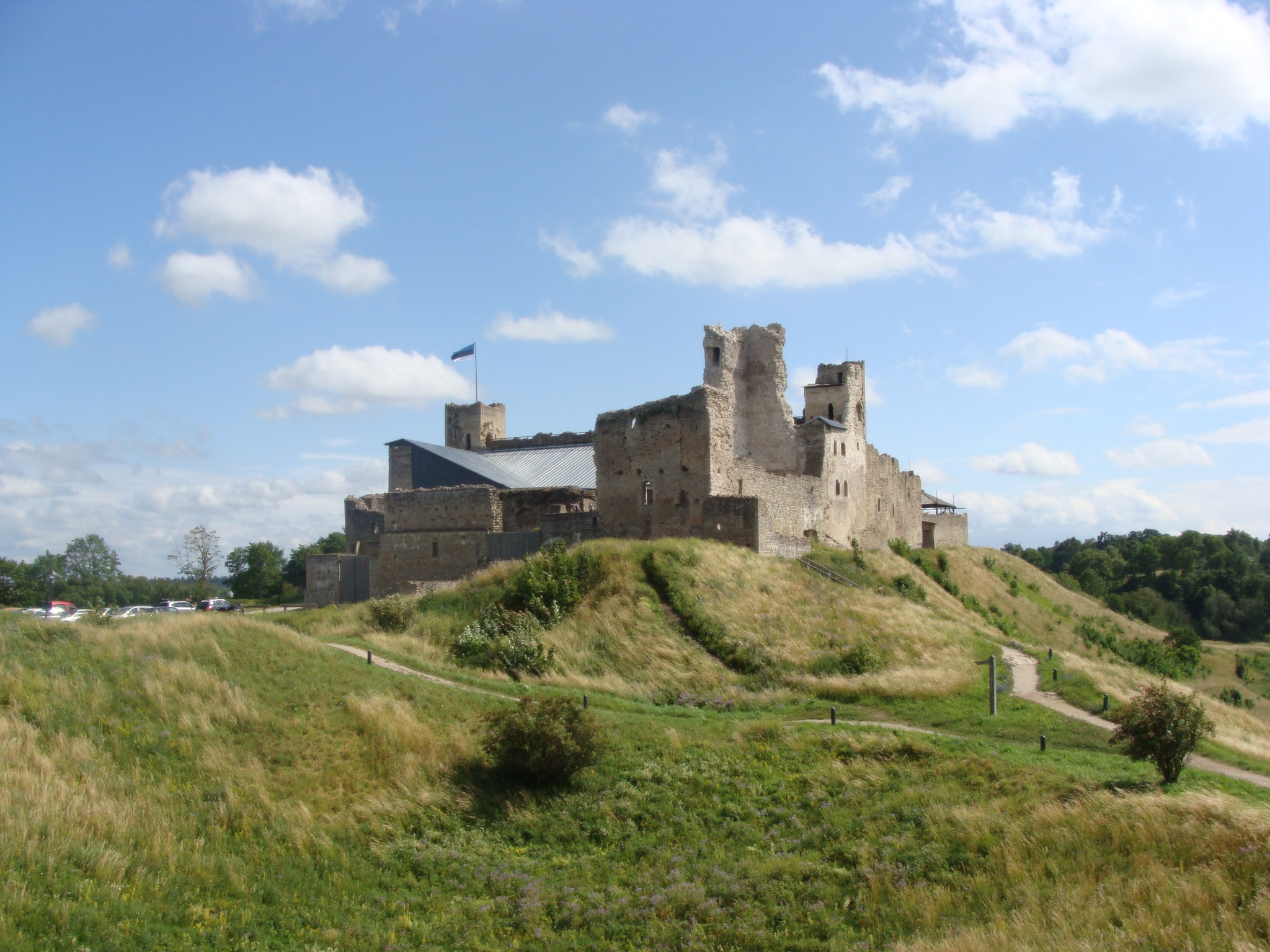
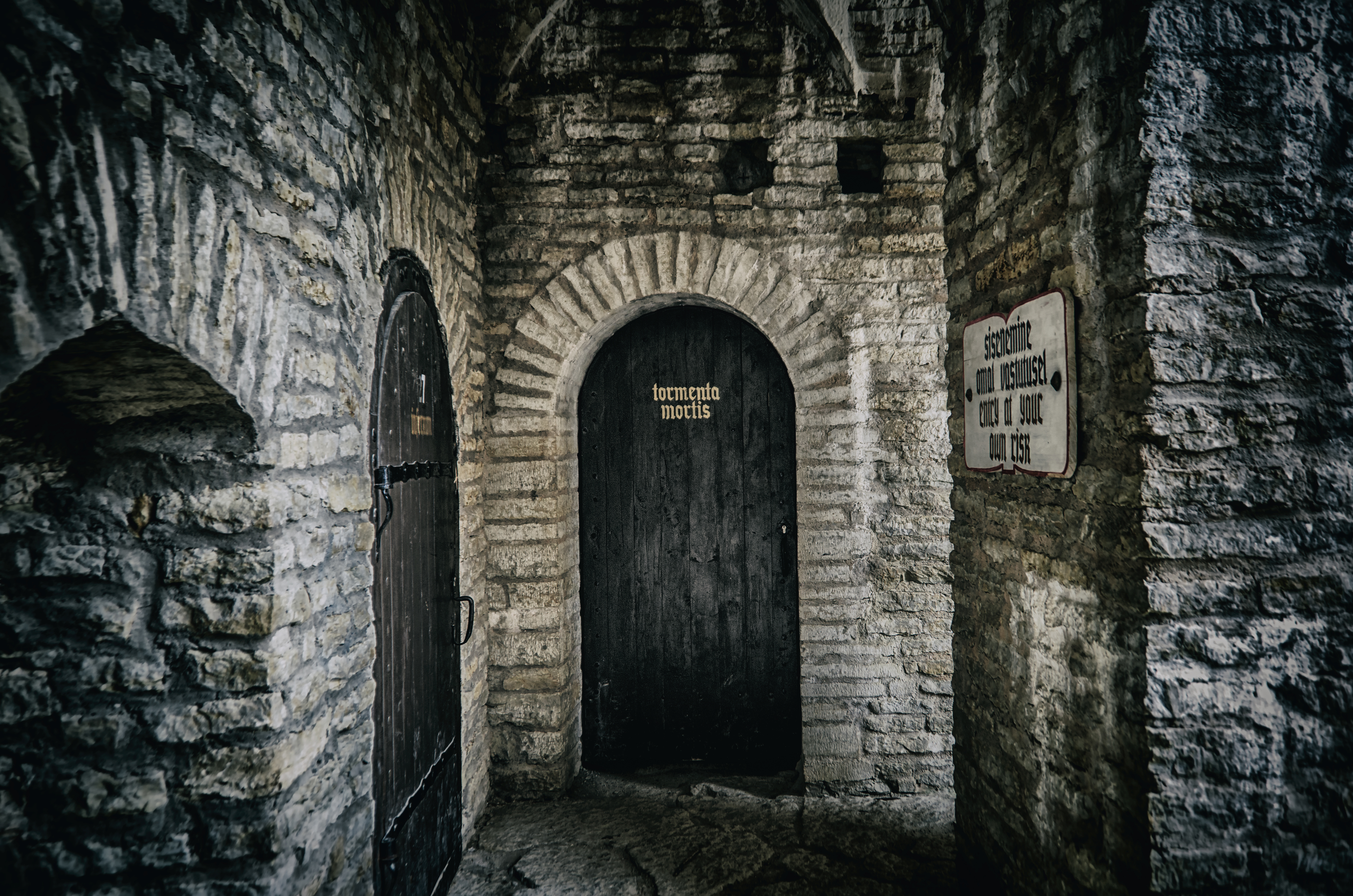
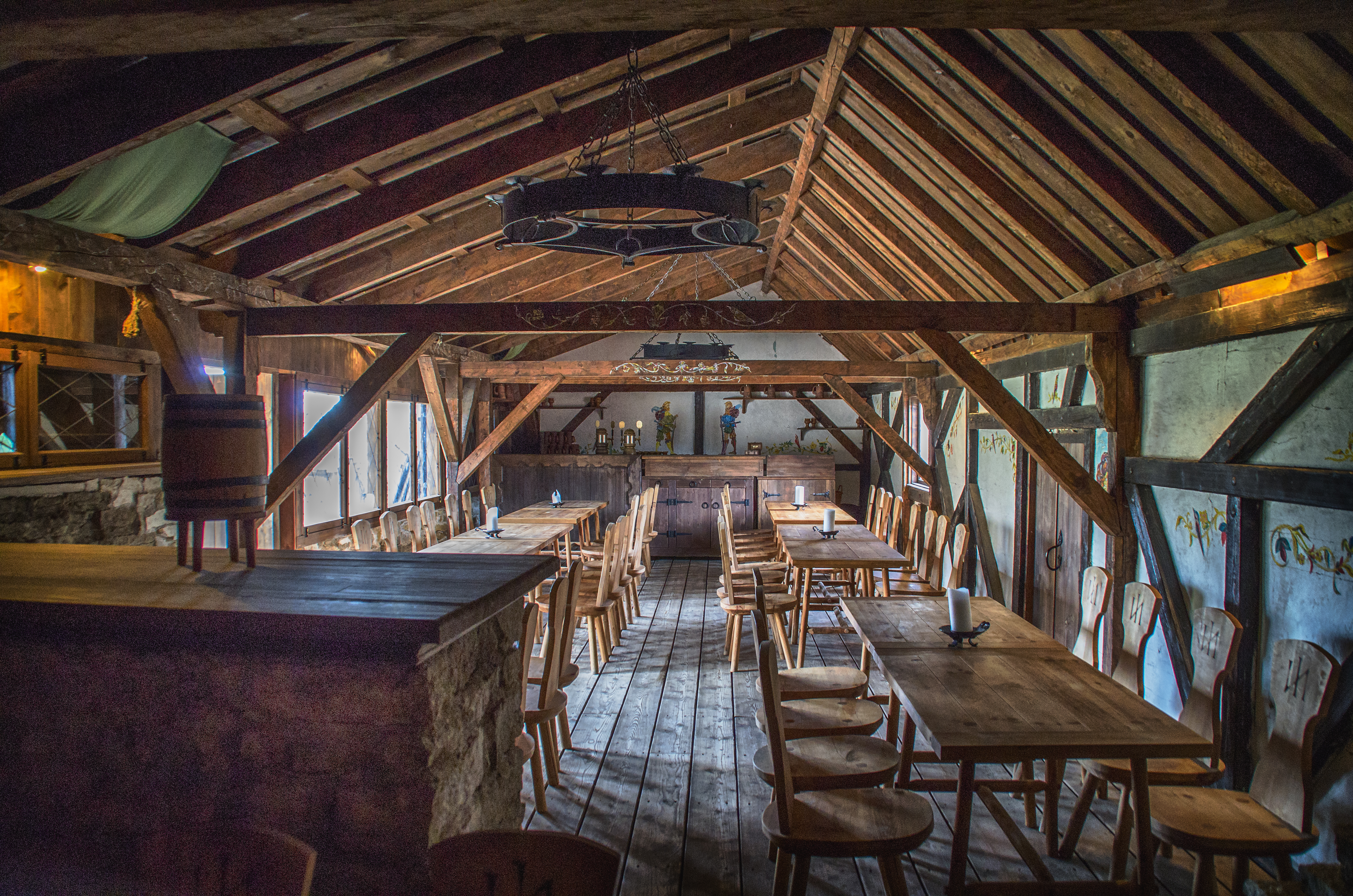
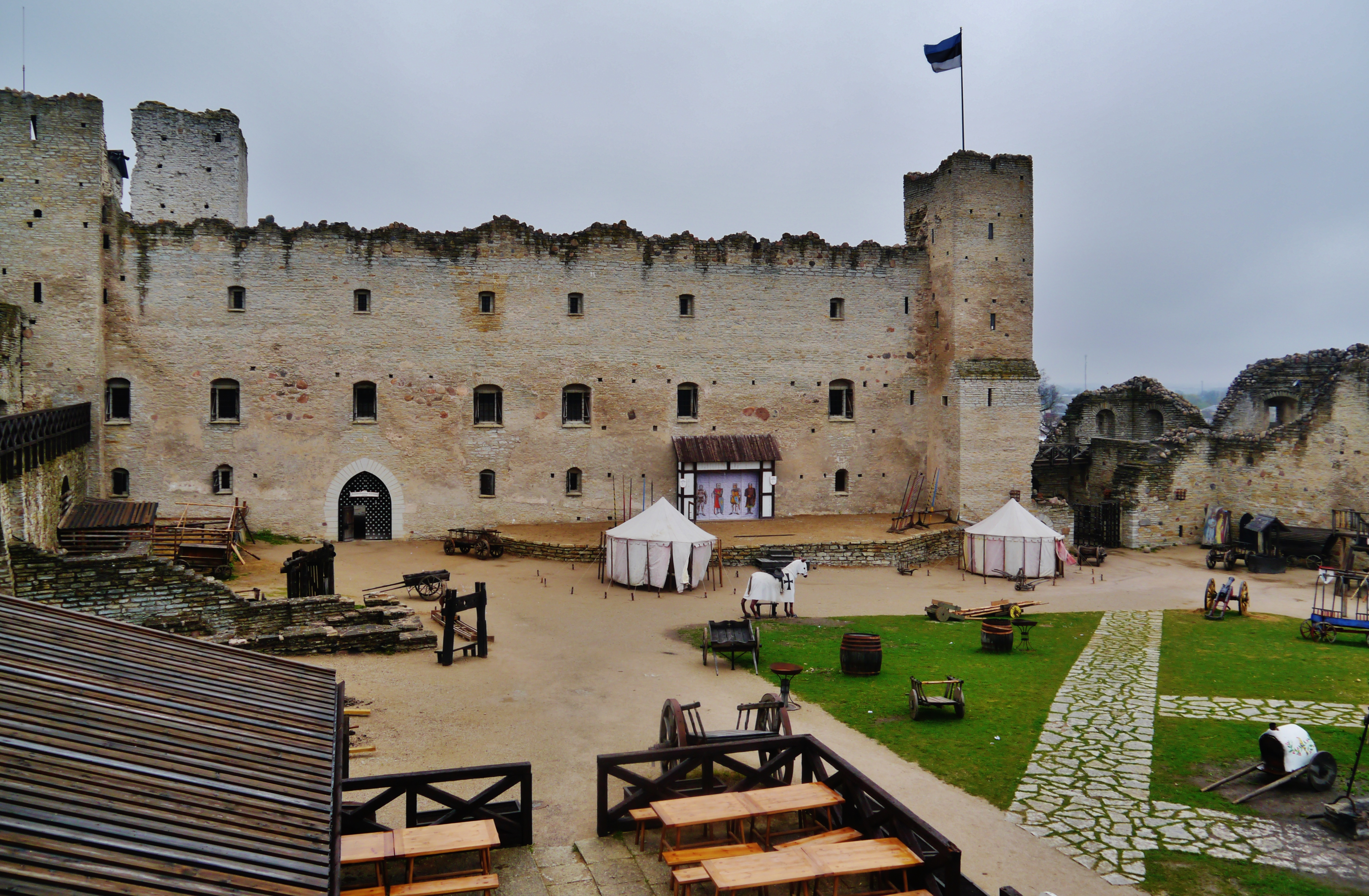
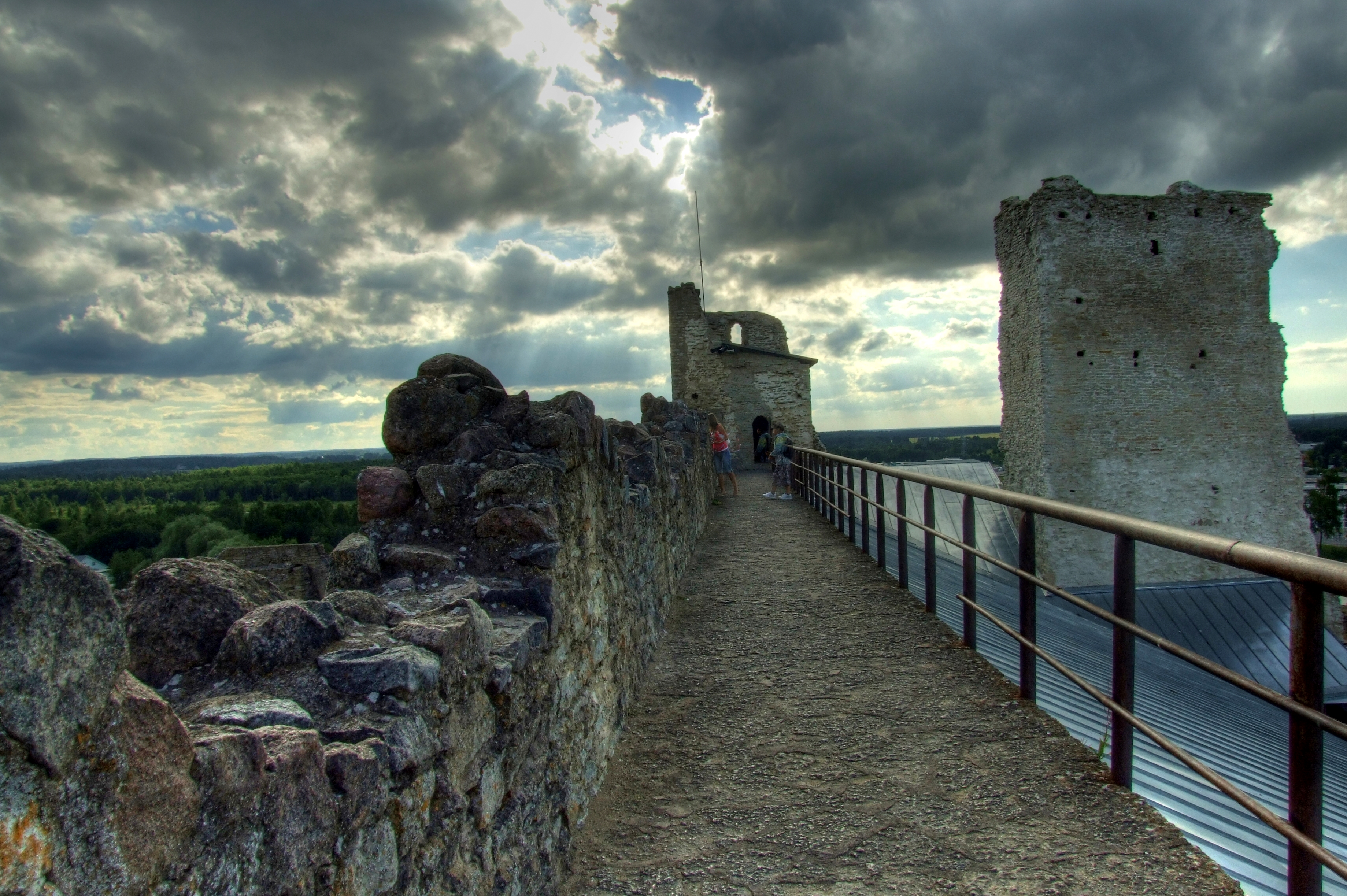
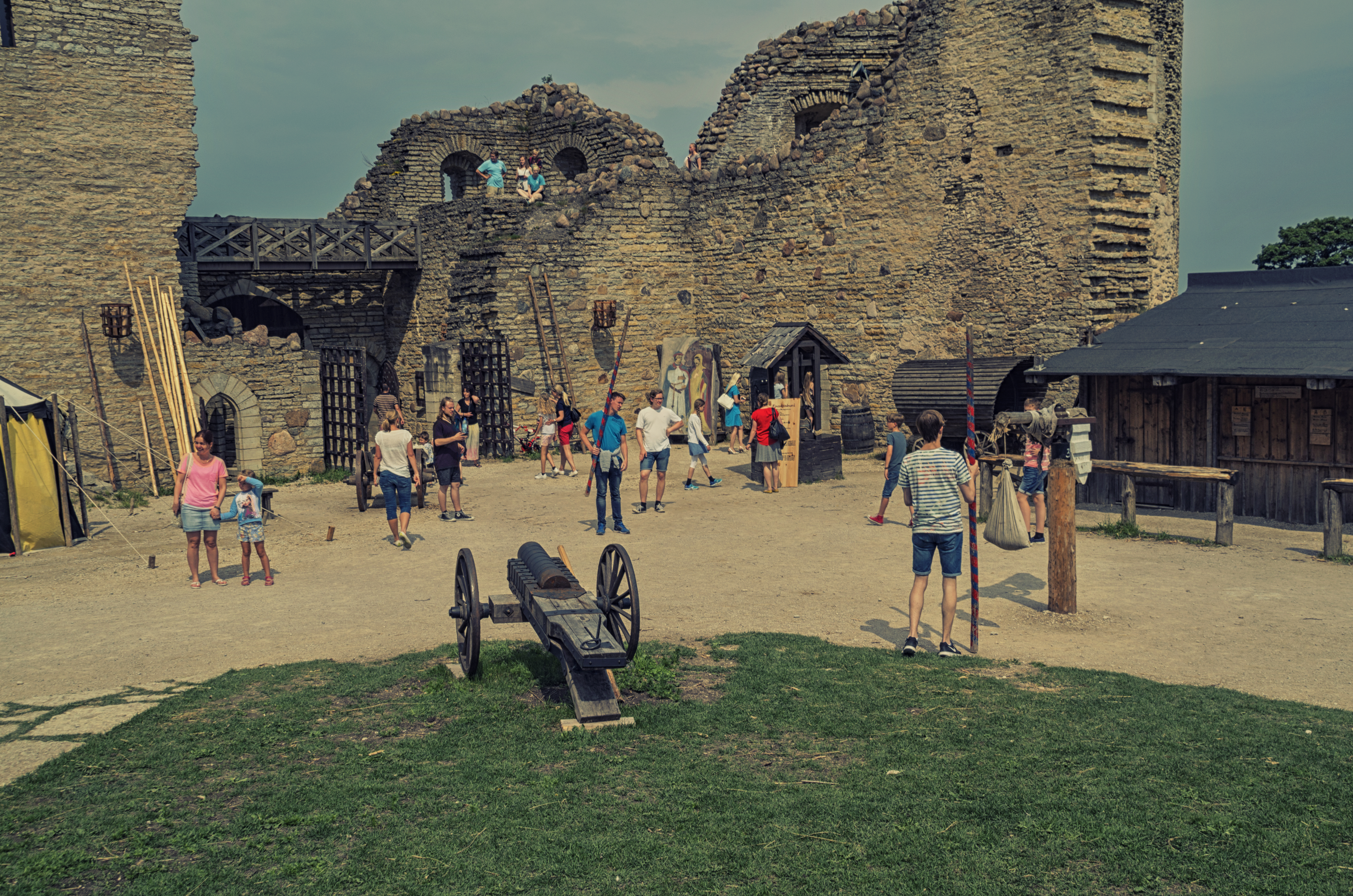
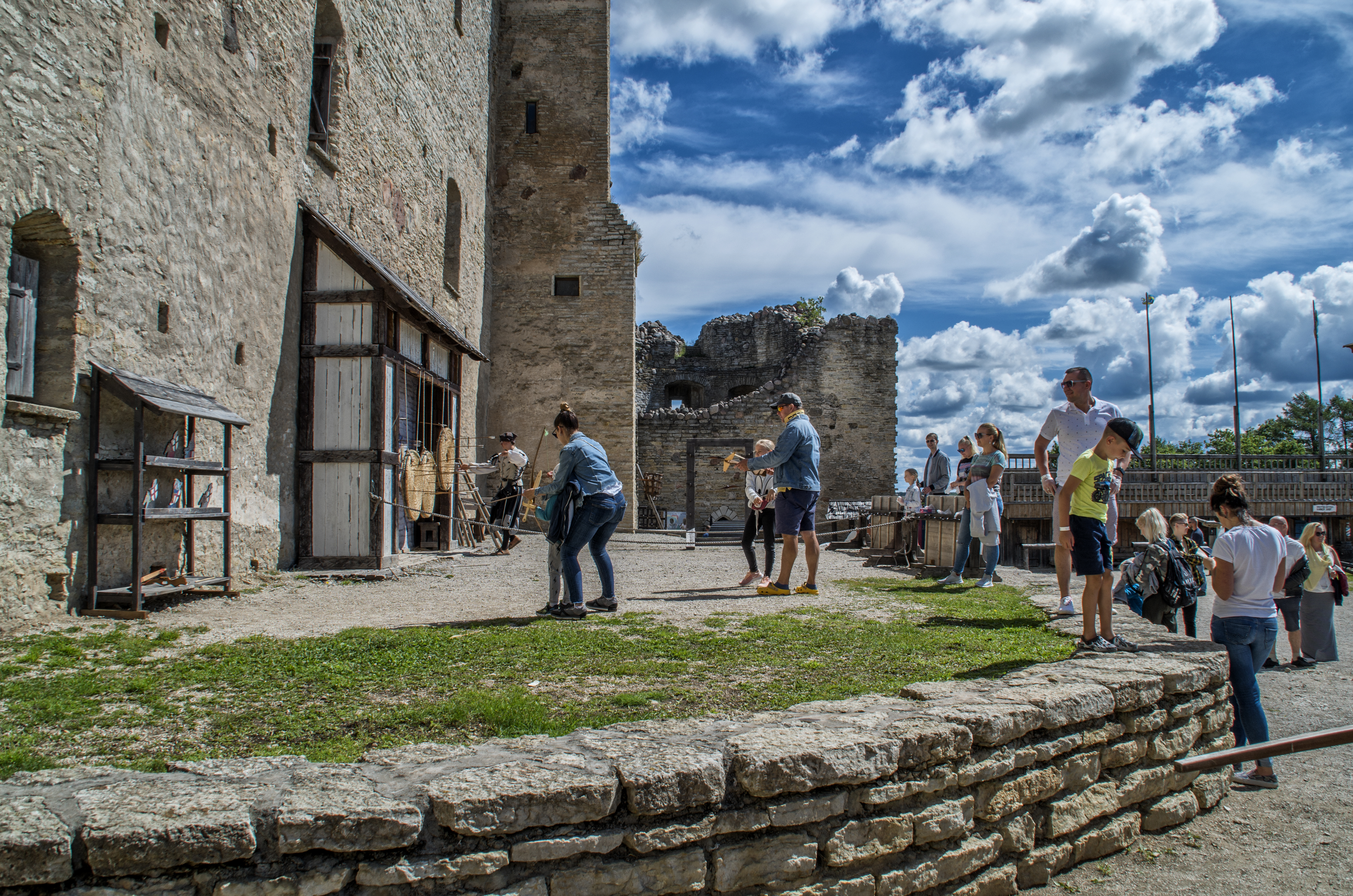
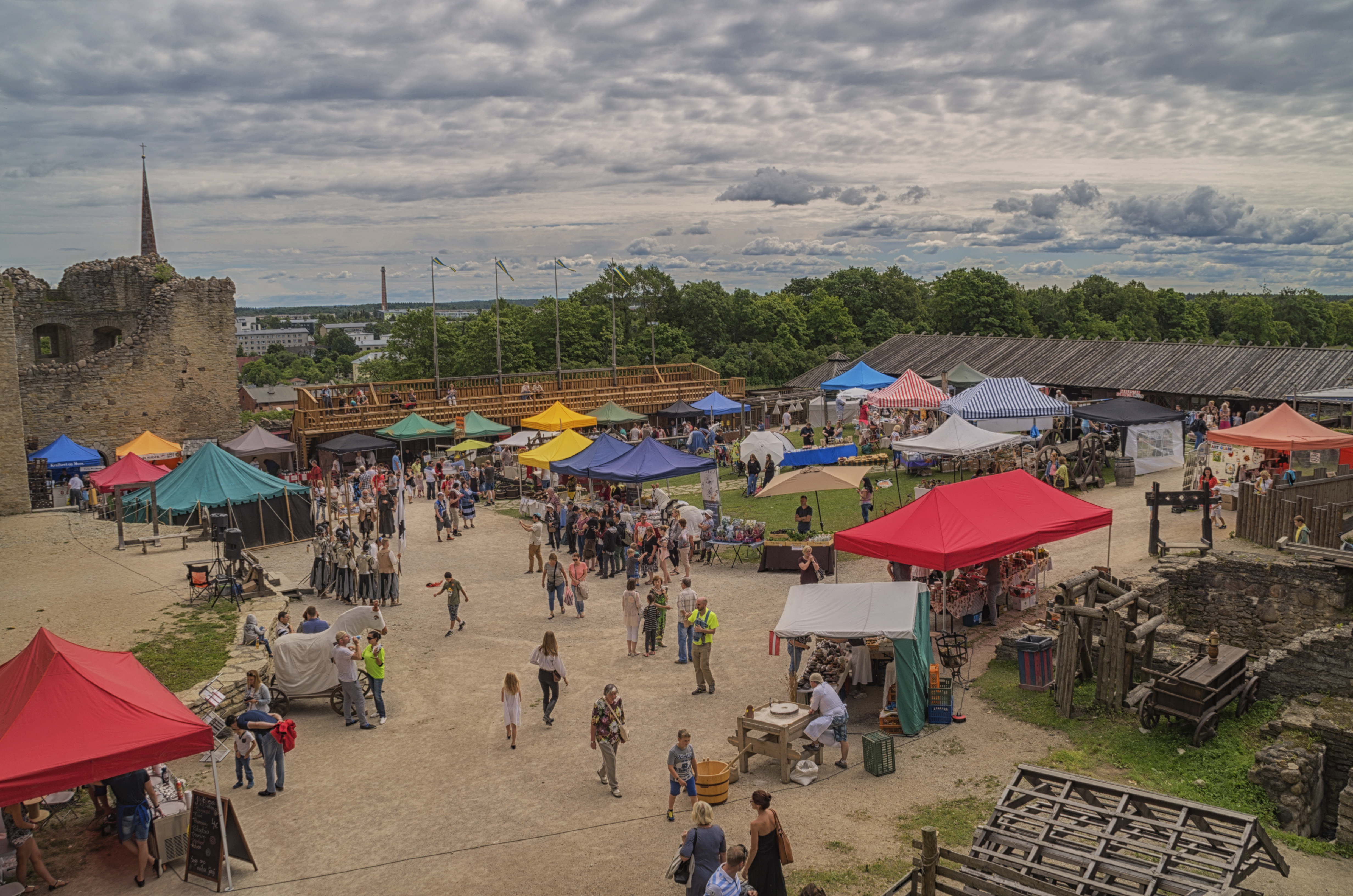
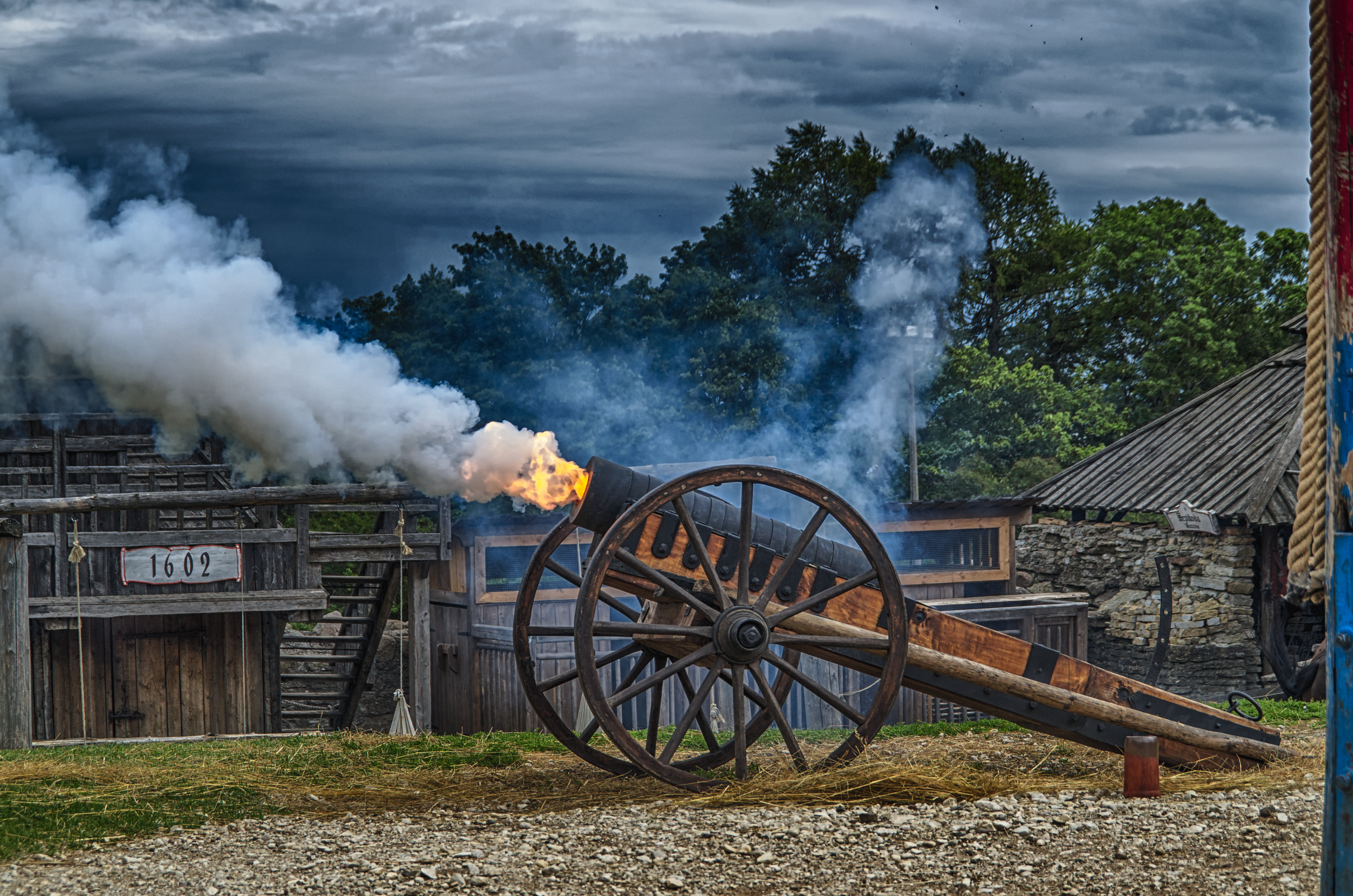
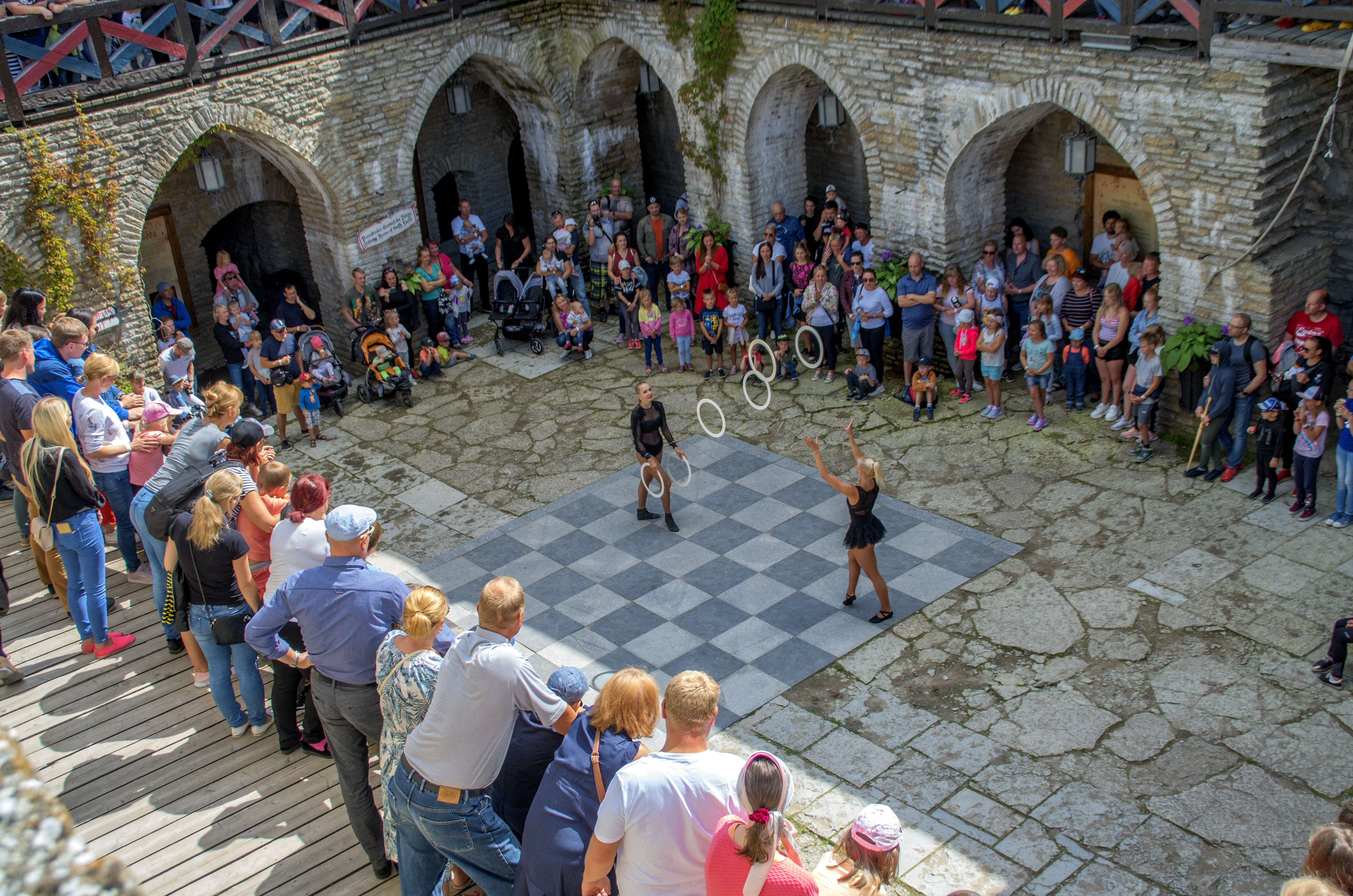
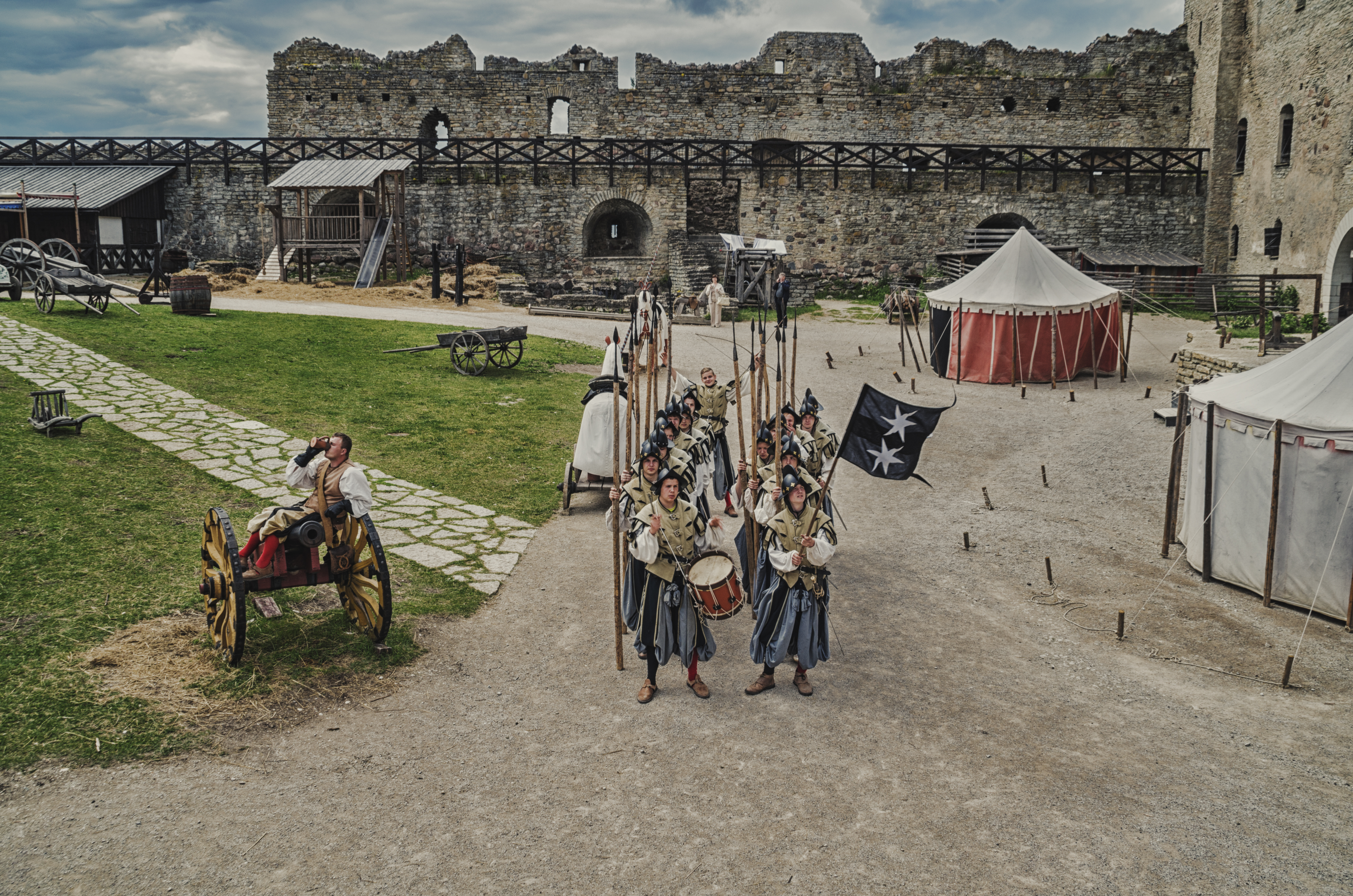